# トヨタ・XS10
XS10（エックスエス10）は、トヨタ自動車が生産・販売していたセダン型乗用車（商用車）のコンフォート（初代）、クラウンコンフォートおよびクラウンセダン（6代目）の3車種に共通する車両型式である。
いずれの車種も、製造はトヨタグループのトヨタ自動車東日本（旧：関東自動車工業）東富士工場（静岡県裾野市）で行われていた。

## 概要
主に日本国内向けのタクシーとして用いることを前提に開発され、小型タクシー枠のコンフォートと、中型タクシー枠のクラウンコンフォートとして、1995年12月に発売された。コンフォートはタクシー以外に教習車としても用いられた。その後、クラウンコンフォートをベースにハイグレードタクシー、公用車向けに装備を充実させたクラウンセダンが2001年8月より発売された。
3車種ともエンジンの種類および用途に関わらず、一般の個人客でもトヨタのディーラーで購入が可能であった。
クラウンコンフォートは左側通行・右ハンドル地域である香港とシンガポールにタクシー用途で正規輸出されていた。一方、コンフォートとクラウンセダンは日本国内専用車種である。
XS10のベースとなったのはX80型マークIIである。クラウンコンフォートおよびクラウンセダンは、デザイン等でクラウンのイメージを崩さない配慮がなされているものの、設計面ではクラウンとの結びつきが弱い。
クラウンセダンは150系クラウンセダンの後継車種という位置づけであるが、150系クラウンはX90型マークIIとプラットフォームを共用していたため、XS10へのモデルチェンジにより、旧世代より古い基本設計になるという逆転現象が起きた。
後席の寸法および後部トランク容積を可能な限り大きくとり、コンフォートやクラウンコンフォートではインストルメントパネルに料金メーターや無線機、タコグラフといったタクシー用機器の設置スペースを設けるなど、タクシー向けに特化された設計が特徴である。
タクシーの小型枠に収まるコンフォートと、中型枠のクラウンコンフォートおよびクラウンセダンは、ホイールベースおよび全長に105mmの差がある。後ドアと前席フロアパンはコンフォートとクラウンコンフォートで同一であり、前ドアと後席フロアパンの部分で全長を変えている。そのため、前ドアの長さで、コンフォートとクラウンコンフォートを見分けることが容易に可能である。
XS10系はライバルの日産・クルーとは異なり、Bピラーの位置は左右対称（左右のドアの大きさは同じ）である。
登場した年代（1995年）の割に見た目が古風であったり、5ナンバーFRセダンという希少性から趣味者からも一定の需要があり、コンフォートにはスポーツセダン仕様のコンプリートカー「コンフォートGT-Zスーパーチャージャー」が市販されたことがある。同じくコンフォートはそのFRセダンである構成を生かし、D1仕様を製作したチューニングショップもあった。
競合する日産自動車のクルー（小型枠）が2009年6月に、セドリック営業車（中型枠）が2014年9月に生産終了したため、日本国内で新車購入可能なセダンタイプのタクシー専用車はXS10系の3姉妹車種のみとなっていた。
XS10系は20年以上にわたり基本的に大きな変更もなく生産が継続されていたが、2018年から厳格化された歩行者保護の安全基準に適合しなくなったため、2017年5月に販売を終了し、2018年初頭に生産を終了している。
XS10の直接の後継車は存在せず、個人・法人用途は2代目カローラアクシオまたは2代目プレミオ/2代目アリオンなど、タクシー用途はジャパンタクシーまたはシエンタなど、教習車はトヨタ教習車（2代目・E160(改)型）などとそれぞれ分かれている。
ジャパンタクシーはトールワゴン型のため、XS10の生産終了により、日本国内で販売されるセダン型のタクシー専用車種は完全に消滅した。

## エンジン・トランスミッション
エンジンはコンフォート教習車のみ4S-FE（1,800cc）・3S-FE（2,000cc）のガソリンエンジンおよびディーゼルターボの2L-TE（2,400cc）の設定があった他は基本的にLPGエンジンの3Y-PE（2,000cc）であった。直6の1G-FEおよび1G-GPEはクラウンコンフォートおよびクラウンセダンのみの設定であったがクラウンコンフォートはスーパーデラックス以上の廃止により、クラウンセダンはマイルドハイブリッドの廃止により消滅。
2007年に先行してコンフォート教習車のガソリンエンジンが1TR-FE（2,000cc）に、翌年にはLPGエンジンも1TR-FPE（2,000cc）に変更され、燃料供給のインジェクション化およびシリンダヘッドのDOHC化がなされた。
トランスミッションはフロア式5速MT（コンフォート）とコラム式4速MT（クラウンコンフォート）、コラム式4速AT（クラウンコンフォート）およびフロア式4速ATを設定（コラム式は2007年に廃止）。XS10系の中でガソリンエンジンとMTの組み合わせがあるのはコンフォート教習車だけである｡

## グレード
コンフォートのグレードは、タクシー仕様がスタンダード、SGの二種で、教習車仕様はデラックスのみとなっていた。
クラウンコンフォートは直列4気筒エンジン搭載のスタンダード、デラックスAパッケージ、デラックス及び、直列6気筒DOHCエンジン（1G-GPE、形式GXS10）搭載でタコメーター装備のスーパーデラックス、起毛地シート、ウッドパネル等上級仕様のスーパーデラックスQパッケージが設定されていたが、スーパーデラックス、スーパーデラックスQパッケージは基本的に個人タクシー向けで、クラウンセダンがXS10系にモデルチェンジすることに伴い設定を廃止した。起毛地シートは後に特装扱いで設定されるようになった{{要検証}}。
クラウンセダンはスーパーデラックス、スーパーデラックスGパッケージの二種で、この他にTECS特装車扱いのロイヤルサルーンも存在したが、LPG6気筒エンジン搭載車の廃止に伴い、代わりにLPG4気筒エンジン搭載のスーパーサルーンが常設グレードとして設定された。前述のクラウンコンフォートのスーパーデラックス及びスーパーデラックスQパッケージを移管した格好となった。同様に個人タクシー向けおよびハイグレードタクシー向けとなるが、本家である170系以降のクラウンロイヤルほどではないながらもハイヤーやハイヤー・タクシー兼用車としての採用例もあった。

## 各車種間の差異
コンフォート(以下小型)とクラウンコンフォート・クラウンセダン（以下中型）は以下の差異がある。
- 全長（前述）
- フロントグリルのエンブレム（小型はトヨタマーク、中型はクラウンの王冠エンブレム（ただしクラウンコンフォートとセダンで厚みが異なるほか、セダンと一部の生産時期のクラウンコンフォートのみ金メッキ））
- エンジンフード（中型はフード厚みが異なるほかフードトップモールを装備）
- ホイールキャップ（小型はV30系カムリプロミネントとV10系ウィンダムからの流用、クラウンセダンはS150系クラウンからの流用）
- フロントウインカー（小型はアンバーレンズ、中型はクリアレンズ[注釈 6]）

また、コンフォート・クラウンコンフォートとクラウンセダン（以下セダン）は以下の差異がある。
- 横桟グリル（セダンは150系クラウンセダンの流用、また小型コンフォートのスタンダードはシルバー塗装）
- リアコンビランプ（セダンはトランクリッドにテールランプとバックアップランプがあり両端はブレーキランプとターンシグナル、それ以外は両端にブレーキとターンシグナルとバックアップの各ランプが集約）
- パーキングブレーキの位置（セダンはフットリリース足踏み式、それ以外はフロアシフト車がサイドブレーキ式でコラムシフト車がステッキ式）
- エアコン（クラウンセダンはオートエアコン、それ以外はマニュアルエアコン）
- ステアリング形状
- 内装トリム、シート形状（セダンはS150系に準じたもの）
- ルームランプ（セダンは大型マップランプ及び後席読書灯を装備）
- ワイパーブレードの支持方式（セダンおよびその他の寒冷地仕様はUクリップ式、それ以外はビス止め式）
- 遮音材（セダンは各ドア内やエンジンフードおよびトランクリッド、トリム裏などに遮音材がある）

なお、これらの差異はユーザーにおける改修等により変わる場合がある（車両の事業者間移籍等で塗装を変更したり、事故等で交換したりした場合等）。
車体の寸法が異なるコンフォートおよびバンパー等により3ナンバーであるクラウンセダンスーパーサルーンを除けばグレードをまたぐ改修・改造も行われ、いわゆるある種のニコイチとして部品取り車からの移植をする場合もある。
例：クラウンセダンGパッケージの内外装部品をクラウンコンフォートスタンダードに移植する。
この例とは逆にエンジン（およびボンベ等の燃料まわり）やトランスミッションを移植した事例も存在するが、この場合は構造等変更検査を要する改造車となる。
例：クラウンセダン（TA-GXS12）の1G-FE+4速ATを3Y-PE+4速MTに換装→TA-GXS12改。
なおバンパーフェースの交換は車体寸法の記載変更となり改造車にはならない。
例：1TR-FPEエンジンのクラウンセダンスーパーデラックス（DBA-TSS10）に同スーパーサルーンの大型バンパーやサイドモールを装着してもDBA-TSS10改にはならない。
またコンフォート教習車を中古で購入し教習車専用装備（助手席ブレーキ、補助ミラーなど）の撤去を行いタクシー化する事例もあるが、こちらも改造車にはならない。

## 画像

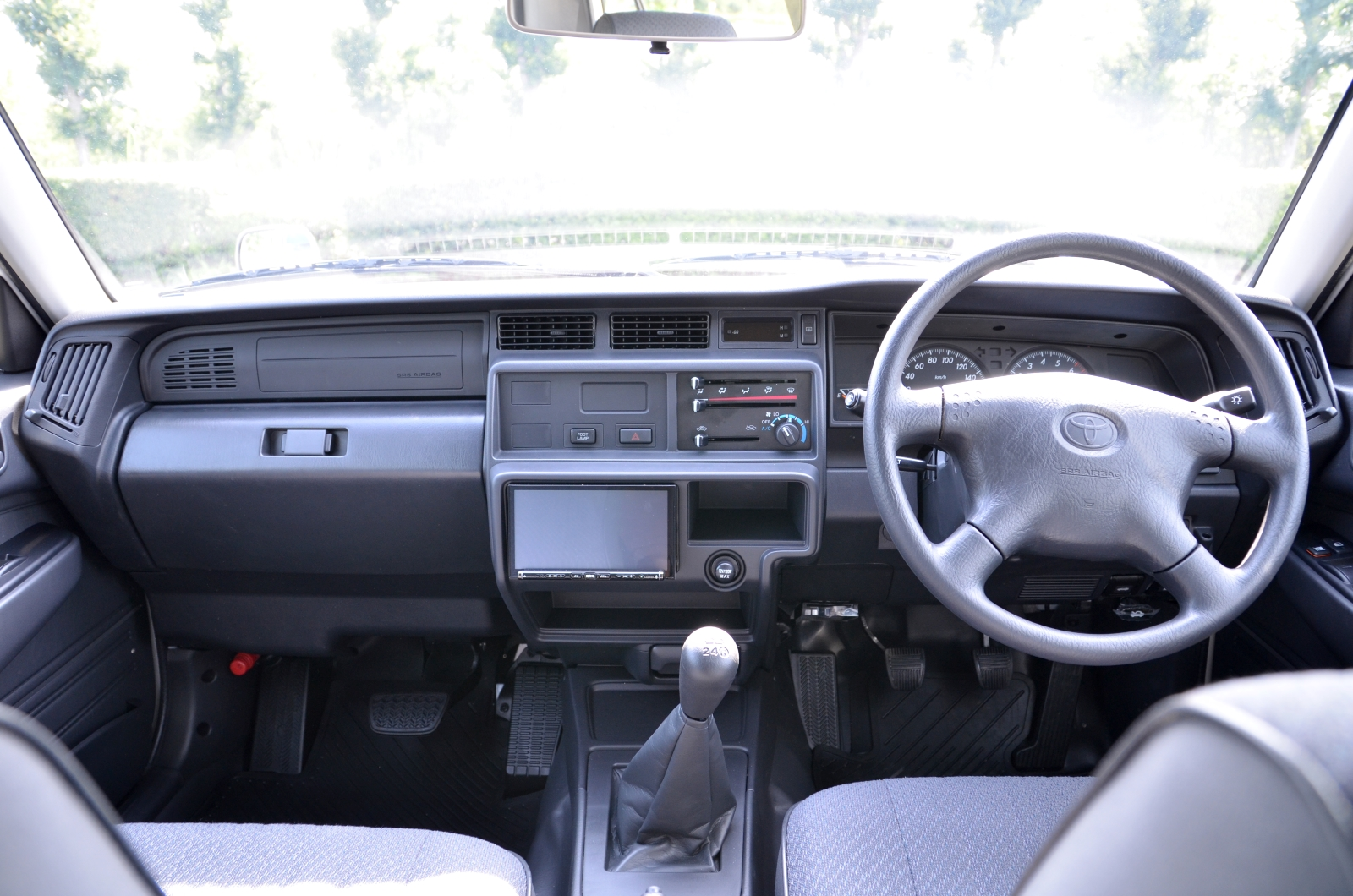
教習車インパネ （コンフォート）
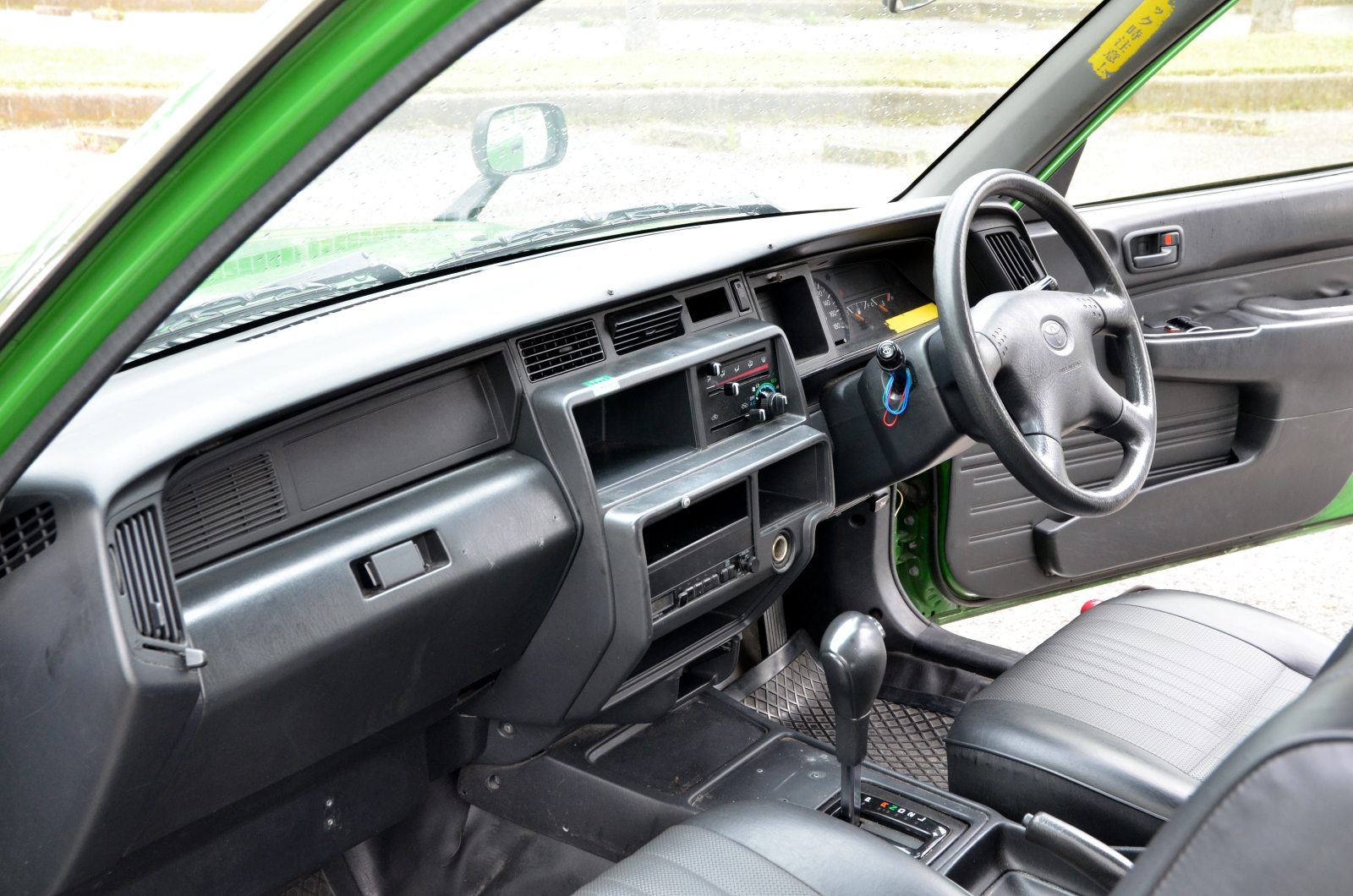
タクシーインパネ （クラウンコンフォート）
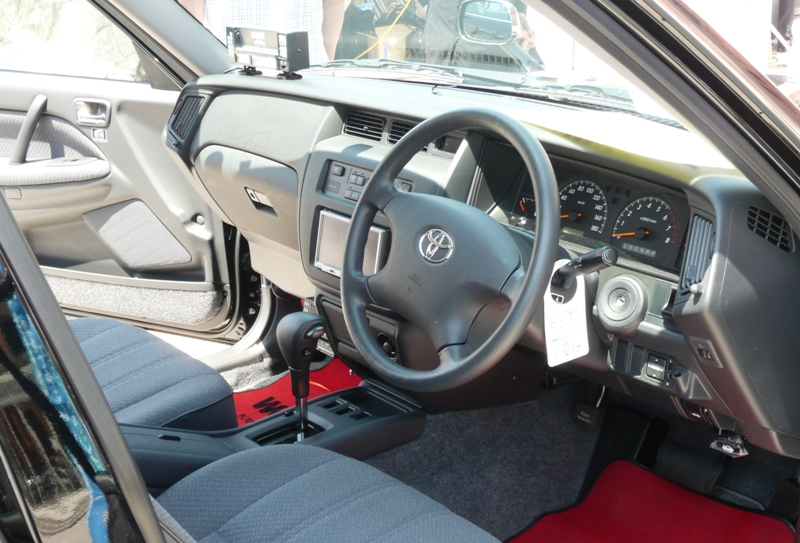
クラウンセダンインパネ